# Paylife
Die PayLife Bank GmbH, vormals Europay Austria Zahlungsverkehrssysteme GmbH, ist ein führendes Unternehmen im Bereich des kartenbasierten bargeldlosen Zahlungsverkehrs in Österreich. Am 23. September 2015 wurde die PayLife Bank GmbH in SIX Payment Services (Austria) GmbH umfirmiert, wobei die Marke PayLife weiterhin verwendet wird.

## Geschichte
Vorgängergesellschaften als Tochter der österreichischen Banken waren:
- die 1978 gegründete Gabe Geldausgabeautomaten Service-Gesellschaft mbH mit dem Aufgabengebiet Planung, Logistik und Inbetriebnahme des Bankomat-Systems, Ausgabe von eurocheque-Karten mit Bankomat-Funktion, Abwicklung der Bargeldabhebungen sowie
- die 1980 gegründete Eurocard Austria GesmbH.

1993 wurden beide Gesellschaften zur Europay Austria Zahlungsverkehrssysteme GmbH und deren Processing-Tochter Austrian Payment Systems Services (APSS) fusioniert.
Am 1. September 2007 wurde Europay Austria in PayLife Bank GmbH umbenannt.
Am 7. Oktober 2017 übernahm die Easybank das Kreditkartengeschäft. Eine entsprechende Vereinbarung wurde am 28. Februar 2017 abgeschlossen.

## Aktivitäten
PayLife serviciert heute rund 68.000 Bankomat-Kassen sowie ca. 15.000 Quick-Akzeptanzstellen und hat mit Ende 2012 rund 1,33 Mio. aktive Zahlungskarten im Feld.
1. PayLife als Issuer und Acquirer: PayLife ist Herausgeber der Kreditkarten MasterCard, VISA, der elektronischen Geldbörse Quick, die sich auf über 8,5 Mio. Bankomatkarten befindet, sowie mehreren Prepaid Produkten (MasterCard RED, Maestro Traveller, PayLife Geschenkkarte, Cash4Web Bon und Shopping Center Gutscheinkarten). Ende 2012 waren rund 1,33 Mio. aktive Zahlungskarten im Umlauf. Händlerverträge (Acquiring) für Bankomat-Kassen werden unter anderem für Visa, MasterCard, JCB, UnionPay, Maestro, V Pay und Quick angeboten.[6] Hintergrund ist eine Multibrandstrategie sowie die Ausrichtung auf den europaweit einheitlichen Zahlungsraum SEPA.
2. Seit Juli 2011 betätigt sich PayLife auch als Payment-Service-Provider (PSP). Unter der Marke PayUnity werden Lösungen für den österreichischen und internationalen E-Commerce Handel angeboten.[7]
3. Internationales Acquiring (Händlerabwicklung): Als internationaler Acquirer bietet PayLife Händlern in 9 europäischen Ländern Komplettlösungen (Akzeptanzverträge und Terminals).[8]
4. Internationales Issuing (Kartenausgabe): In fünf Ländern (Österreich, Deutschland, Tschechien, Slowakei und Niederlande) bietet PayLife auch Kartenprodukte, wie etwa Gutscheinkarten-Lösungen basierend auf Maestro oder MasterCard für Shopping Center. Unter anderem sind das: Outletcity Metzingen (D), CentrO Oberhausen (D), ALEXA Berlin (D), Shopping City Süd (Vösendorf, A), Donauzentrum (Wien, A), G3 (Gerasdorf, A), Aupark Bratislava (SK) und EUROVEA Bratislava (SK). Mit diesen Gutscheinkarten können Kunden in jedem Shop des Einkaufszentrums, der mit einem POS Zahlungsterminal ausgestattet ist, bargeldlos bezahlen.[9]
5. Kontaktlos Initiative: Im September 2012 informierte PayLife über ihre umfassenden Aktivitäten rund ums kontaktlose Bezahlen. Schritt für Schritt bringt PayLife NFC-fähige Terminalvarianten und -ergänzungen auf den Markt. Mit Quick kontaktlos präsentierte PayLife Ende September 2012 außerdem eine Hybridkarte, mit der man ab sofort sowohl kontaktlos als auch durch Stecken der Karte bezahlen kann.[10] Bis Ende 2013 sollen österreichweit rund 10.000 Akzeptanzstellen umgerüstet werden.[11]

## Eigentümerstruktur und Organisatorisches
Bis zum 19. September 2013 befand sich die PayLife Bank GmbH im Eigentum der österreichischen Banken. Die Anteile waren folgendermaßen verteilt:
- Bank Austria (24,0 %)
- BAWAG P.S.K. (20,7 %)
- Erste Bank (20,5 %)
- OeVAG (8,3 %)
- Raiffeisen Zentralbank (12,8 %)
- Andere (13,7 %)

Am 19. September 2013 wurde die PayLife GmbH (wirtschaftlich rückwirkend mit 1. Jänner 2013) an die Schweizer Börsebetreibergesellschaft Six verkauft. Geschäftsführer waren zu diesem Zeitpunkt Roger Niederer (Vorsitzender der Geschäftsführung), Peter Neubauer und Mirko Thomas Oberholzer. Peter Neubauer schied mit 31. Jänner 2014 aus dem Unternehmen aus.
Mit Herbst 2017 übernahm die easybank das Paylife-Kreditkartengeschäft mit 1,7 Millionen Kreditkarten und einem Marktanteil von rund 25 Prozent sowie 150 Mitarbeiter. Weiters ist eine Expansion nach Deutschland geplant.
Im März 2020 wurde infolge Löschung der easybank AG Paylife als Marke in die ehemalige Muttergesellschaft BAWAG P.S.K. integriert.

## Marktstellung
Die Zahl der von PayLife ausgegebenen Karten belief sich nach Angaben des Unternehmens im Jahr 2012 auf rund 1,33 Mio. aktive Karten.
Die Zahl der Transaktionen mit PayLife-Karten betrug 2012 57,7 Mio., der Umsatz stieg auf 3,37 Mrd. Euro. Im Gesamtjahr 2012 wurden über PayLife 394 Millionen Transaktionen mit Umsätzen von 19,95 Mrd. Euro abgewickelt. Der Konkurrent card complete hat im Jahr 2012 103 Millionen Transaktionen mit Umsätzen von 9,8 Mrd. Euro abgewickelt und rund 1,25 Mio. Karten ausgegeben.

## Kartellurteil
Im September 2007 wurde Europay/PayLife wegen Missbrauch der marktbeherrschenden Stellung (Bildung eines Absichtskartells und Verrechnung überhöhter Transaktionsgebühren) vom OGH zu einer Geldbuße von 7 Mio. Euro verurteilt.

## Neustrukturierung
Bereits im Jahr 2007 hatte die Europäische Kommission angeraten, den Kreditkartenmarkt in Österreich zu entflechten. Die Wettbewerbshüter hatten es für rechtswidrig erachtet, dass in Österreich mit PayLife und card complete zwei große Kartengesellschaften im Besitz von Banken stehen.
Am 1. Juli 2012 nahm die neue Gesellschaft ihren operativen Betrieb auf. Dabei wurden Teile des Geschäfts in eine neue Tochtergesellschaft der österreichischen Banken überführt. Die neue Gesellschaft „Payment Services Austria“ übernimmt dabei die Bankomatkartenabwicklung und die Verantwortung für den Betrieb des österreichischen Bankomatsystems. Der neue Vorsitzende ist Rainer Schamberger. Die Kernbereiche PayLife Bank werden hingegen wie bisher das Kreditkarten-/Prepaid Issuing (VISA, Mastercard, Prepaid-Karten), Credit- und Debit-Acquiring und Quick (elektronische Geldbörse) bleiben.
Mit 31. Juli 2017 wurde Quick endgültig eingestellt.